# جونيور دوركين
جونيور دوركين (بالإنجليزية: Junior Durkin)‏ هو ممثل أمريكي، ولد في 2 يوليو 1915 بنيويورك في الولايات المتحدة، وتوفي في 4 مايو 1935 في الولايات المتحدة بسبب حادث مرور.

## وصلات خارجية
- جونيور دوركين على موقع IMDb (الإنجليزية)
- جونيور دوركين على موقع أول موفي (الإنجليزية)
- جونيور دوركين على موقع قاعدة بيانات برودواي على الإنترنت (الإنجليزية)
- جونيور دوركين على موقع إن إن دي بي (الإنجليزية)
- جونيور دوركين على موقع قاعدة بيانات الفيلم (الإنجليزية)